# Lumberton (North Carolina)
Lumberton is een plaats (city) in de Amerikaanse staat North Carolina, en valt bestuurlijk gezien onder Robeson County.

## Demografie
Bij de volkstelling in 2000 werd het aantal inwoners vastgesteld op 20.795.
In 2006 is het aantal inwoners door het United States Census Bureau geschat op 21.894, een stijging van 1099 (5.3%).

## Geografie
Volgens het United States Census Bureau beslaat de plaats een oppervlakte van
40,9 km², waarvan 40,7 km² land en 0,2 km² water.

## Plaatsen in de nabije omgeving
De onderstaande figuur toont nabijgelegen plaatsen in een straal van 20 km rond Lumberton.